# Oxyteleia subdentata
Oxyteleia subdentata är en stekelart som först beskrevs av Jean-Jacques Kieffer 1905.  Oxyteleia subdentata ingår i släktet Oxyteleia och familjen Scelionidae. Inga underarter finns listade i Catalogue of Life.